# Ardisia ionantha
Ardisia ionantha là một loài thực vật có hoa trong họ Anh thảo. Loài này được K.Larsen & C.M.Hu mô tả khoa học đầu tiên năm 1991.